# NGC 3517-1
NGC 3517-1 هو اصطدام مجري، يقع في كوكبة الدب الأكبر. اكتشف في 8 أبريل 1793 . وقد اكتشفه ويليام هيرشل .

## روابط خارجية
- NGC 3517-1 على موقع ويكي سكاي: DSS2, SDSS, GALEX, IRAS, Hydrogen α, X-Ray, Astrophoto, Sky Map, Articles and images